# TV Cabo Branco
TV Cabo Branco é uma emissora de televisão brasileira sediada em João Pessoa, capital do estado da Paraíba. Opera no canal 7 (19 UHF digital) e é afiliada à TV Globo. A emissora pertence à Rede Paraíba de Comunicação, braço midiático do Grupo São Braz, de propriedade do empresário José Carlos da Silva Júnior. Fundada em 1986 pelo ex-governador da Paraíba Milton Cabral, foi a primeira emissora de TV da cidade de João Pessoa. A sua torre de transmissão, localizada no pátio da sede da emissora, no bairro do Tambiá, é um dos principais cartões-postais da cidade.

## História
A TV Cabo Branco entrou no ar em outubro de 1986, retransmitindo a programação da Rede Bandeirantes, tornando-se a primeira emissora de TV na cidade. O canal 7, até então, era ocupado pela retransmissora da TV Jornal do Recife, na época também afiliada à Bandeirantes. Antes, o canal 7 havia sido utilizado pela retransmissora da TV Rádio Clube (Rede Tupi).
A emissora foi fundada pelos irmãos e empresários Antônio Bezerra Cabral e Milton Bezerra Cabral (então governador do estado), que, na época, controlavam também as rádios Arapuan AM e FM. Nas primeiras reuniões dos sócios, a emissora chegou a ser tratada como TV Arapuan. O primeiro programa da emissora foi o Câmera 7, telejornal apresentado por Geraldo Oliveira.
No dia 1º de janeiro de 1987, à meia-noite, a TV Cabo Branco passou a integrar a Rede Globo. Nesse dia, duas edições do Jornal da Cabo Branco ocuparam o horário dos telejornais locais da Rede Globo. No final daquela manhã, Edilane Araújo apresentou o Jornal da Cabo Branco 1ª Edição, uma estreia que deveria ter sido gravada antes de ir ao ar, mas que acabou sendo feita ao vivo, em meio a muita ansiedade e emoção.
No mesmo ano, o empresário José Carlos da Silva Júnior, dono do Grupo São Braz e da TV Paraíba (afiliada da Globo em Campina Grande) e um dos sócios da TV Cabo Branco, adquire o controle da emissora, através do genro Leonel Freire, procurador de vários sócios minoritários ligados ao ex-governador Wilson Braga, segundo a imprensa da época.
O Jornal da Cabo Branco 1ª Edição era editado por Werneck Barreto e apresentado por Edilane Araújo, ambos oriundos da Rádio Arapuan. A 2ª Edição do jornal era editado por Sílvio Osias e apresentado por Geraldo Oliveira. A 3ª edição, no final da noite, tinha a edição de Nádia Ferreira e apresentação de Rejane Brandão. O Globo Esporte da época era editado e apresentado por Ivan Thomaz.
No dia 5 de agosto de 2010, em comemoração aos 425 anos da cidade de João Pessoa, a TV Cabo Branco, assim como a TV Paraíba, inaugurou os novos cenários de seus programas locais. Os estúdios ficaram mais amplos, modernos e coloridos, o que melhorou a interação com o público. Foi a primeira vez que os âncoras passaram a apresentar os telejornais em pé, dando adeus às tradicionais bancadas, símbolo do jornalismo formal. No novo formato, os programas ganharam mais leveza e proximidade com o telespectador.
Em outubro de 2013, a TV Cabo Branco mudou mais uma vez os seus cenários. Além da aquisição de equipamentos com tecnologia HD, os programas Bom Dia Paraíba, JPB 1ª Edição, JPB 2ª Edição, Globo Esporte e Paraíba Comunidade passaram a ser apresentados em um novo estúdio arrojado, que se harmonizou perfeitamente aos recursos do sinal digital.
Os apresentadores ganharam mobilidade durante a realização dos telejornais, já que a cenografia tem maior amplitude, e ainda passaram a utilizar os diversos monitores de LED espalhados pelo novo espaço. Além disso, a grande novidade foi a instalação de um videowall, composto por nove televisores, permitindo mais interação com os repórteres e convidados. Fez parte também da composição um painel com fotografias de João Pessoa, que destacam as belezas naturais e a paisagem urbana da capital paraibana.
Em 11 de março de 2019, a emissora apresentou o mais novo cenário, seguindo um projeto semelhante aos das outras afiliadas Globo. A estreia do novo estúdio foi no telejornal da noite. O dia foi marcado não só pela estreia do novo cenário, mas como também da despedida de Edilane Araújo como apresentadora do telejornal noturno, após 32 anos, para assumir o cargo de gerente de qualidade da Rede Paraíba de Comunicação. Edilane deixou a bancada que passou a ser assumida por Larissa Pereira. Também no mesmo dia, houve a apresentação do novo grafismo de todos os telejornais e também a mudança dos nomes do JPB 1ª e 2ª Edição para JPB1 e JPB2, respectivamente.
Em 9 de setembro, o telejornal Bom Dia Paraíba passa a ser apresentado por Denise Delmiro substituindo Patrícia Rocha que deixou o comando do telejornal após 10 anos para se dedicar a novos projetos. Em 9 de outubro, o telejornal JPB1 passa a ser apresentado por Danilo Alves, substituindo Bruno Sakaue que deixou o comando do telejornal após 10 anos para se dedicar a novos projetos.

## Sinal digital
| Canal virtual | Canal digital | Proporção de tela | Programação                                     |
| ------------- | ------------- | ----------------- | ----------------------------------------------- |
| 7.1           | 19 UHF        | 1080i             | Programação principal da TV Cabo Branco / Globo |

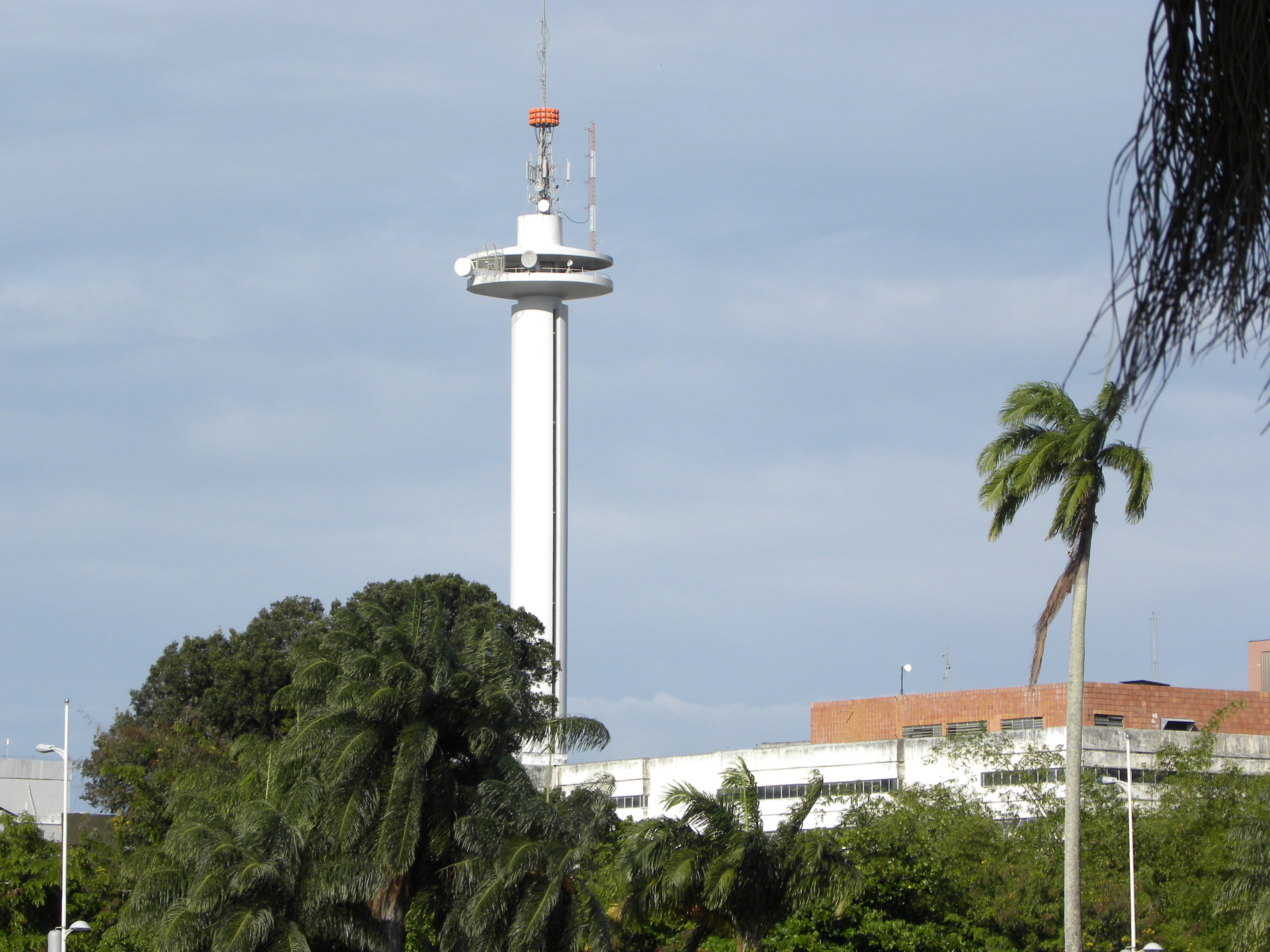
Torre da emissora vista do Parque Sólon de Lucena, em 2010

No dia 21 de fevereiro de 2009, às 19h, a TV Cabo Branco iniciou suas transmissões digitais em caráter experimental pelo canal 19 UHF, e em 17 de junho, estreou oficialmente seu sinal digital. Os programas locais passaram a ser exibidos em alta definição em 7 de outubro de 2013.

### Transição para o sinal digital
Com base no decreto federal de transição das emissoras de TV brasileiras do sinal analógico para o digital, a TV Cabo Branco, bem como as outras emissoras de João Pessoa, cessou suas transmissões pelo canal 7 VHF em 30 de maio de 2018, seguindo o cronograma oficial da ANATEL.

## Programas
Além de retransmitir a programação nacional da TV Globo a TV Cabo Branco produz e exibe os seguintes programas:
- Bom Dia Paraíba: telejornal
- JPB1: telejornal
- Globo Esporte PB: Jornalístico esportivo
- JPB2: telejornal
- Paraíba Comunidade: jornalístico